# Yamparáez
Yamparáez è un comune (municipio in spagnolo) della Bolivia nella provincia di Yamparáez (dipartimento di Chuquisaca) con 8.916 abitanti (dato 2010).

## Cantoni
Il comune è suddiviso in 2 cantoni (popolazione 2001).
- Sotomayor - 1.996 abitanti
- Yamparáez - 8.017 abitanti